# Парадокс роздачі подарунків
Парадокс роздачі подарунків — один з найвідоміших парадоксів в теорії ймовірності. Вперше був розглянутий в книзі Ремона де Монмора, опублікованій в Парижі в 1708 р.

## Формулювання парадоксу
Декілька чоловік вирішили зробити один одному подарунки таким чином: кожен з них приносить подарунок, подарунки складаються разом, змішуються і випадково розподіляються серед учасників. Парадоксально, але ймовірність того, що ніхто не отримає свій власний подарунок, менша {\displaystyle {\frac {1}{2}}} (крім випадку, коли учасників двоє, і ця ймовірність дорівнює {\displaystyle {\frac {1}{2}}}).

## Пояснення парадоксу
Розглянемо компанію з {\displaystyle n} чоловік, тоді кількість подарунків теж рівна n. Подарунки можуть бути розподіленні n! різними способами (це спільне число випадків). Число випадків, при яких ніхто не отримає свій подарунок дорівнює {\displaystyle {\binom {n}{0}}n!-{\binom {n}{1}}(n-1)!+{\binom {n}{2}}(n-2)!-{\binom {n}{3}}(n-3)!+\ldots (-1)^{n}0!} тоді, відношення числа позитивних випадків до загального числа випадків обчислюється за формулою {\displaystyle p_{n}=1/2!-1/3!+\ldots +(-1)^{n}/n!}. Тоді  {\displaystyle p_{n}} справді менше {\displaystyle {\frac {1}{2}}} при {\displaystyle n>2}.
Обчислення показують, що якщо збирається щонайменше 6 чоловік, то {\displaystyle p_{n}\geq {\frac {1}{e}}\geq 0.3679} з точністю до чотирьох знаків після крапки. Ймовірність конкретного співпадання дорівнює {\displaystyle {\frac {1}{n}}} і прямує до {\displaystyle 0} при збільшенні {\displaystyle n}.

## Зауваження
Розглянемо дещо іншу проблему. Нехай подарунки розподіляються так, що кожен чоловік може отримати будь-який подарунок з однаковою ймовірністю незалежно від розподілу інших подарунків. Нехай подія {\displaystyle A} полягає в тому, що конкретний чоловік не отримає подарунку. Тоді ймовірність {\displaystyle A} дорівнює {\displaystyle p_{n}={\frac {(n-1)^{n}}{n^{n}}}=(1-{\frac {1}{n}})^{n}}  і прямує так само до {\displaystyle e^{-1}}. Розглянемо тепер випадок, коли кількість людей {\displaystyle n} не обов'язково збігається з кількістю подарунків {\displaystyle m}. В цьому випадку шукана ймовірність дорівнює {\displaystyle p_{n}={\frac {(n-1)^{m}}{n^{m}}}=(1-{\frac {1}{n}})^{m}}.
Якщо {\displaystyle {\frac {m}{n}}} прямує до {\displaystyle \lambda }, при {\displaystyle n\longrightarrow \infty }, то ця ймовірність прямує до {\displaystyle e^{-\lambda }}. Узагальнюючи цей результат, отримаємо: ймовірність того, що конкретна людина отримає рівно {\displaystyle k} подарунків, прямує до {\displaystyle {\frac {\lambda ^{k}e^{-1}}{k!}}} при {\displaystyle n\longrightarrow \infty }. Ми отримали добре відомий розподіл Пуассона. Повертаючись до “парадоксу розподілу подарунків”, отримаємо, що кількість людей, яким дістануться їх власні подарунки, також описується законом Пуассона з параметром {\displaystyle \lambda }.